# Вулиця Томашівського (Львів)
Ву́лиця Томаші́вського — вулиця у Галицькому районі міста Львова, в історичному центрі міста та сполучає вулиці Джохара Дудаєва та Мирослава Скорика.

## Назва
- Хорунщина бічна — до 1860 року.
- Сташіца — від 1871 року, на честь польського письменника, філософа та просвітителя Станіслава Сташиця.
- Ноймондштрассе — на часі німецької окупації Львова.
- Сташіца — від липня 1944 року.
- Скрябіна — від 1946 року, на честь російського композитора, піаніста, педагога Олександра Скрябіна.
- Томашівського — сучасна назва від 1993 року, на честь українського історика, публіциста, політика Степана Томашівського[8].

## Забудова
В архітектурному ансамблі вулиці Томашівського переважають архітектурні стилі — класицизм, неокласицизм та конструктивізм. 
№ 6 — житловий будинок. Внесений до Реєстру пам'яток архітектури місцевого значення м. Львова під № 267-м. Нині на першому поверсі міститься салон краси «Blueberry Beauty Lounge».
№ 7 — житловий будинок. Внесений до Реєстру пам'яток архітектури місцевого значення м. Львова під № 268-м. Нині на першому поверсі міститься міське відділення № 6 ПАТ «Райффайзен Банк Аваль».